# Башни Болоньи

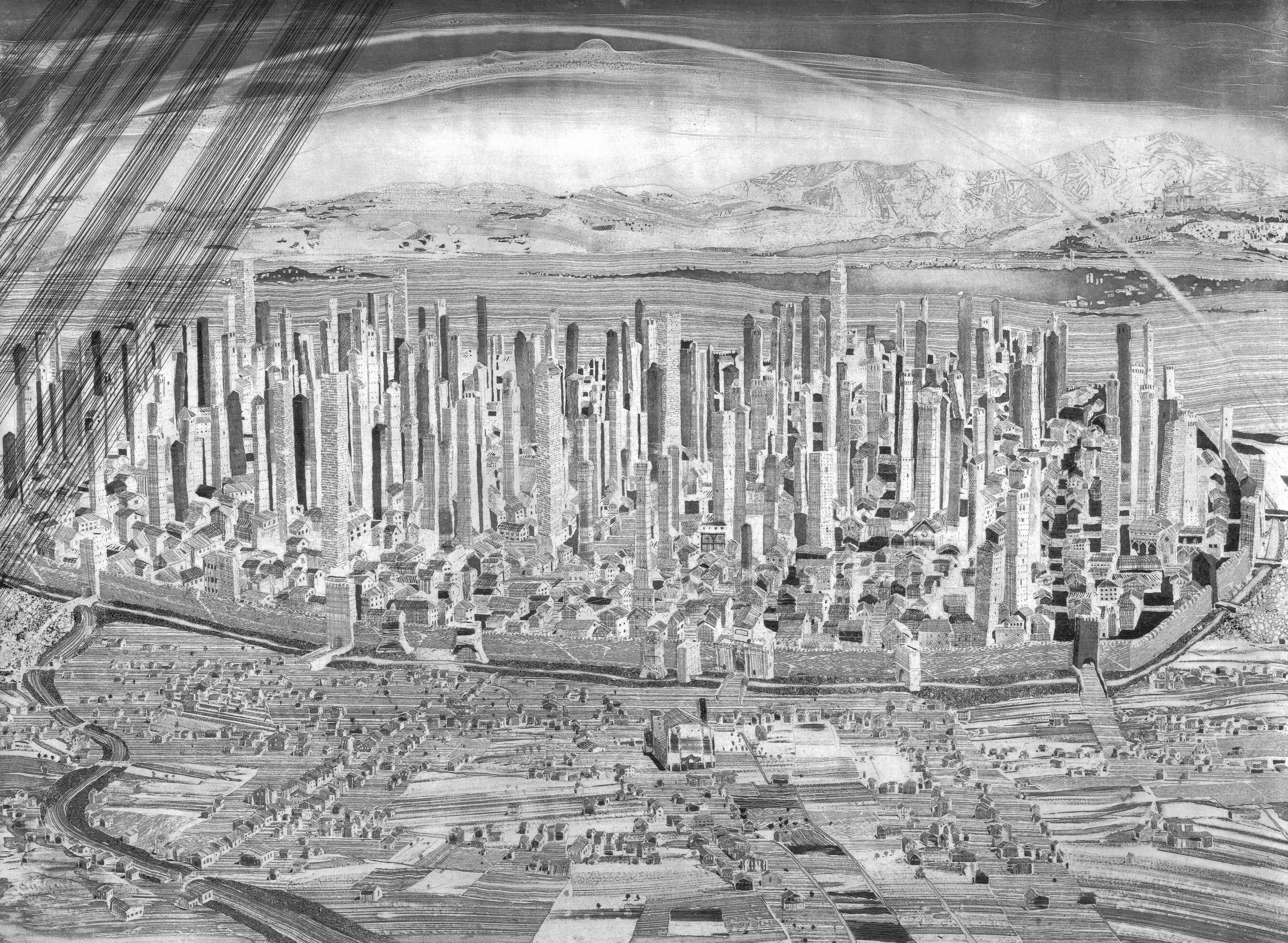
Средневековая Болонья в художественном представлении Тони Пекораро (2012)

Башни Болоньи (итал. Torri di Bologna) — жилые и оборонительные сооружения, возводившиеся в итальянском городе Болонья в XII—XIII веках. По разным оценкам, в городе было построено от 80 до 100 башен. Два десятка башен уцелели и выступают городскими достопримечательностями. Болонские башни представляют собой схожие конструкции с квадратным поперечным сечением и симметричными отверстиями на внешних стенах. Самые известные башни — Азинелли и Гаризенда. На данный момент из-за нестабильного грунта они проседают. Башня Азинелли — ныне высочайшая падающая башня в мире.

## История

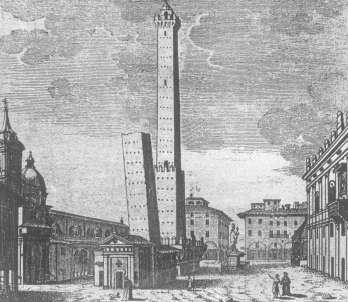
Башни Азинелли и Башня Гаризенда, гравюра Пио Панфили 1767 года

Точно не известна причина появления башен в Болонье, наиболее вероятно они возводились для защитных целей в эпоху борьбы за инвеституру — конфликта между Католической церковью и светской властью. Высота башни также выступала главным показателем финансового и общественного положения его владельца. Башни могли быть как жилыми помещениями, так и выполнять представительные и защитные функции в периоды столкновения между политическими фракциями гвельфов и гибеллинов. Жилые башни были, как правило, ниже. Согласно летописным сведениям, в Болонье было построено от 80 до 100 башен. Распространённое утверждение о существовании 180 башен сомнительно, документально подтверждено существование как минимум 52 башен. Башни строились и в других средневековых городах на территории современной Италии в XII и XIII веках. Башню Гаризенду упоминал Данте Алигьери в Божественной комедии. 

Вовек не искупить своей вины

Моим глазам: настолько низко пали

Они, что Гаризендой пленены,

Откуда взор охватывает дали,

Проспали (мне такие не нужны!)

Ту самую, которая едва ли

Не краше всех, и знать они должны,

Что сами путь погибельный избрали.
— Данте Алигьери в переводе Е. М. Солоновича
Уже в XIII веке, утратив свою основную роль оборонительных бастионов, болонские башни начали приходить в упадок. Здания начали разрушаться или разбираться их владельцами. Постройки подобного типа требовали ухода и занимали много пространства в городе. Оставшиеся здания приспосабливались под жилые, коммерческие помещения, тюрьму, городские башни, беффруа. В башне Азинелли учёный Джованни Баттиста Риччоли проводил эксперименты, связанные со свободным падением и вращением Земли. Самые высокие башни страдали от частых ударов молний во время непогоды. Удары молний провоцировали пожары или небольшие обрушения на башнях до тех пор, пока на них не были установлены громоотводы в XIX веке.
Впервые историей башен заинтересовался итальянский историк Джованни Гоццадини, изучавший городские архивы и выдвинувший утверждение о существовании 180 башен в средневековой Болонье. Последний раз башни были снесены в начале XX века вместе со сносом городских стен XIV века в рамках реконструкции городского центра. Во время Второй мировой войны болонские башни использовались как сторожевые башни для предупреждения воздушных бомбардировок. Во второй половине XX века в современном районе Сан-Донато по проекту японского архитектора Кэндзо Тангэ был построен бизнес-комплекс, частично вдохновлённый архитектурными традициями болонских башен.

## Устройство башен

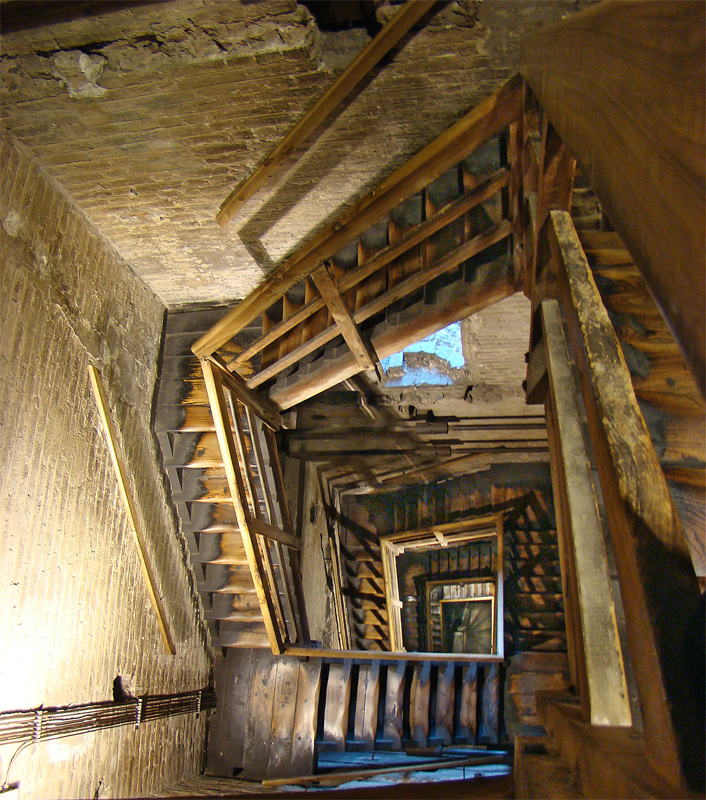
Внутренняя деревянная лестница Башни Азинелли

Типичная болонская башня имела квадратное поперечное сечение с фундаментом глубиной от пяти до десяти метров. Её средняя высота достигала 25 — 30 метров. Башни называли фамилиями их владельцев. Фундамент укреплялся вбитыми в землю столбами, покрытыми галькой или известью. Для строительства башен не выше 10 метров применялись деревянные сваи. Основание башни строилось из массивных блоков селенитового камня, добываемого вблизи города. Чем выше была конструкция, тем тоньше становились её стены, построенные с применением технологии бутовой каменной кладки с толстыми внутренними, тонкими внешними стенами и пространством между ними, заполненным камнями, щебнем и раствором из извести, смолы, воска, гипса и жира. На внешней стороне стен имелись симметричные отверстия — там размещались опоры для строительных лесов или деревянных пристроек. Строительство одной башни высотой в 60 метров занимало от трёх до десяти лет. Для этого привлекались крепостные крестьяне (итал. servitù della gleba).
Несмотря на то, что башня выступала показателем богатства её владельца, внутренние помещения башен были тесны и неудобны для жизни из-за сложного расположения внутренних помещений. В основном башни использовали для хранения семейной казны, документов, пожалований, и припасов в случае осады. Со временем башни перестали использоваться для обороны и выступали свидетельством могущества его семейного рода.
Болонскими башнями также могут называть башни — «торресотти», построенные вместе с ныне не сохранившимися городскими стенами Болоньи. Такие башни имеют крупный арочный проход внизу.

## Современность

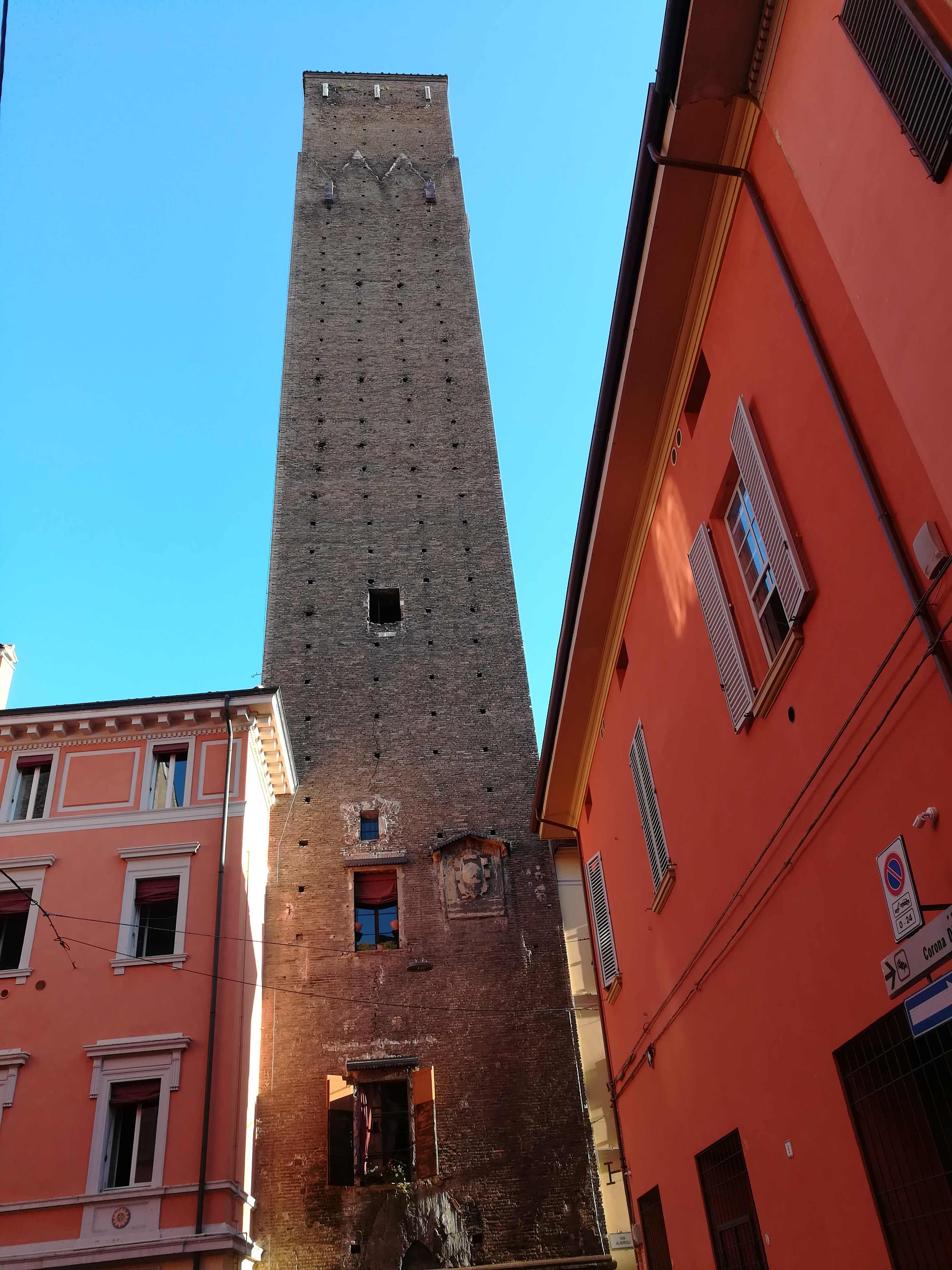
Башня Прендипарте

До наших дней в Болонье сохранились примерно два десятка башен, самые известные из них — башни Азинелли и Гаризенда, они же башни-близнецы и главная достопримечательность Болоньи. Между ними в прошлом существовал деревянный мост.
Азинелли, построенная предположительно между 1109 и 1119 годами, — ныне высочайшая башня в городе высотой в 97,2 метра. Башня несколько раз достраивалась и имела изначально высоту в 60 метров. Наклон башни Азинелли составляет более двух метров, это ныне высочайшая падающая башня в мире.
Башня Гаризенда, расположенная перед Азинелли, наклонена на 3,2 метра или 3,8° градусов. Её высота составляет 48 метров. Изначально высота башни была примерно 60 метров, но её укорачивали из-за слишком быстрого проседания почвы и угрозы обрушения. В 2023 году вход туристам в башню Гаризенду был закрыт из-за ухудшения состояния постройки.
Другие высочайшие постройки Болоньи — Аццогуиди и Прендипарте высотой в 54,80 и 60 метров. В отличие от Азинелли и Гаризенды, данные башни сохранили своё вертикальное положение.

### Список башен
- Башня Аккурси на площади Пьяцца Маджоре(44°29′37″ с. ш. 11°20′32″ в. д.HGЯO)
- Башня Агрести на площади Галилео (44°29′37″ с. ш. 11°20′28″ в. д.HGЯO)
- Башня Альберичи[итал.] на улице Санто-Стефано, площади Мерканциа (44°29′37″ с. ш. 11°20′49″ в. д.HGЯO)
- Башня Делль Аренго на площади Пьяцца Маджоре (44°29′39″ с. ш. 11°20′36″ в. д.HGЯO)
- Башня Азинелли на площади Порта Равеньяна, 82 (44°29′39″ с. ш. 11°20′48″ в. д.HGЯO)
- Башня Аццогуиди[итал.] на улице Альтабеллы, 7 (44°29′43″ с. ш. 11°20′39″ в. д.HGЯO)
- Башня Бертолотти[итал.] на улице Луиджи Карло Фарини, 11 (44°29′29″ с. ш. 11°20′46″ в. д.HGЯO)
- Башня Каррари[итал.] на улице Виа Маркезана (44°29′34″ с. ш. 11°20′42″ в. д.HGЯO)
- Башня Каталани[итал.] на улице Виколо Спирито Санто (44°29′32″ с. ш. 11°20′26″ в. д.HGЯO)
- Башня Коношенти[итал.] на улице виа Манцони, 6(44°29′47″ с. ш. 11°20′31″ в. д.HGЯO)
- Башня Галлуцци[итал.] на улице Корте Галлуцци (44°29′31″ с. ш. 11°20′32″ в. д.HGЯO)
- Башня Гисильери на площади Порта Равеньяна (44°29′39″ с. ш. 11°20′48″ в. д.HGЯO)
- Башня Гаризенда[итал.] на улице Нацарио Сауро (44°29′46″ с. ш. 11°20′22″ в. д.HGЯO)
- Башня Гуидоцаньи[итал.] на улице Альбироли 1-3 (44°29′46″ с. ш. 11°20′42″ в. д.HGЯO)
- Башня Ламбертини[итал.] на площади Ре Энцо (44°29′40″ с. ш. 11°20′37″ в. д.HGЯO)
- Башня Лапи на улице IV Новембре (44°29′38″ с. ш. 11°20′28″ в. д.HGЯO)
- Башня Озелетти[итал.] на улице Маджоре, 34-36 (44°29′34″ с. ш. 11°21′02″ в. д.HGЯO)
- Башня Прендипарте[итал.] на улице С. Ало, 7 (44°29′46″ с. ш. 11°20′41″ в. д.HGЯO)
- Башня Скаппи[итал.] на площади Виа делль’Индипенденца, 1 (44°29′43″ с. ш. 11°20′34″ в. д.HGЯO)
- Башня Тоски[итал.] на площади Мингетти(44°29′31″ с. ш. 11°20′42″ в. д.HGЯO)
- Башня Угуццони[итал.] на улице Виколо Мандрия, 1(44°29′47″ с. ш. 11°20′47″ в. д.HGЯO)

## Галерея

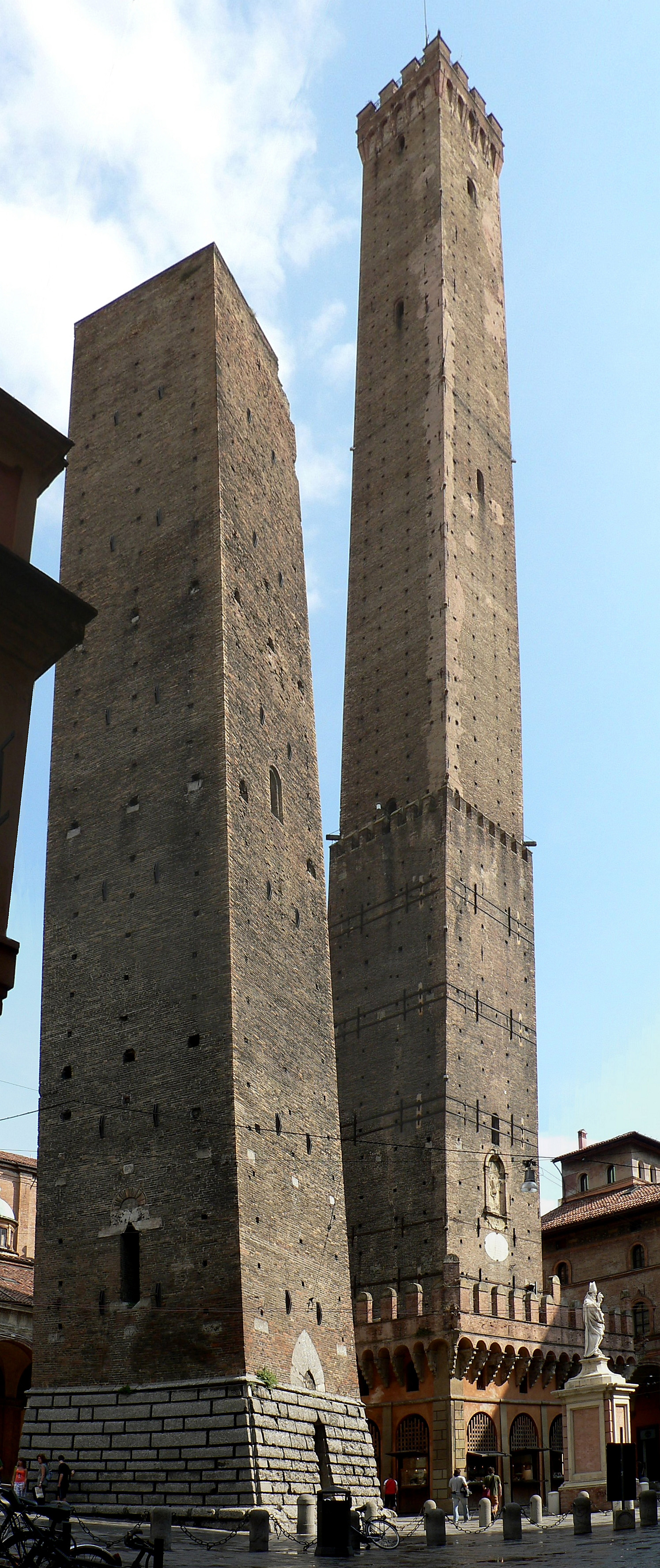
Башни Азинелли и Гаризенда
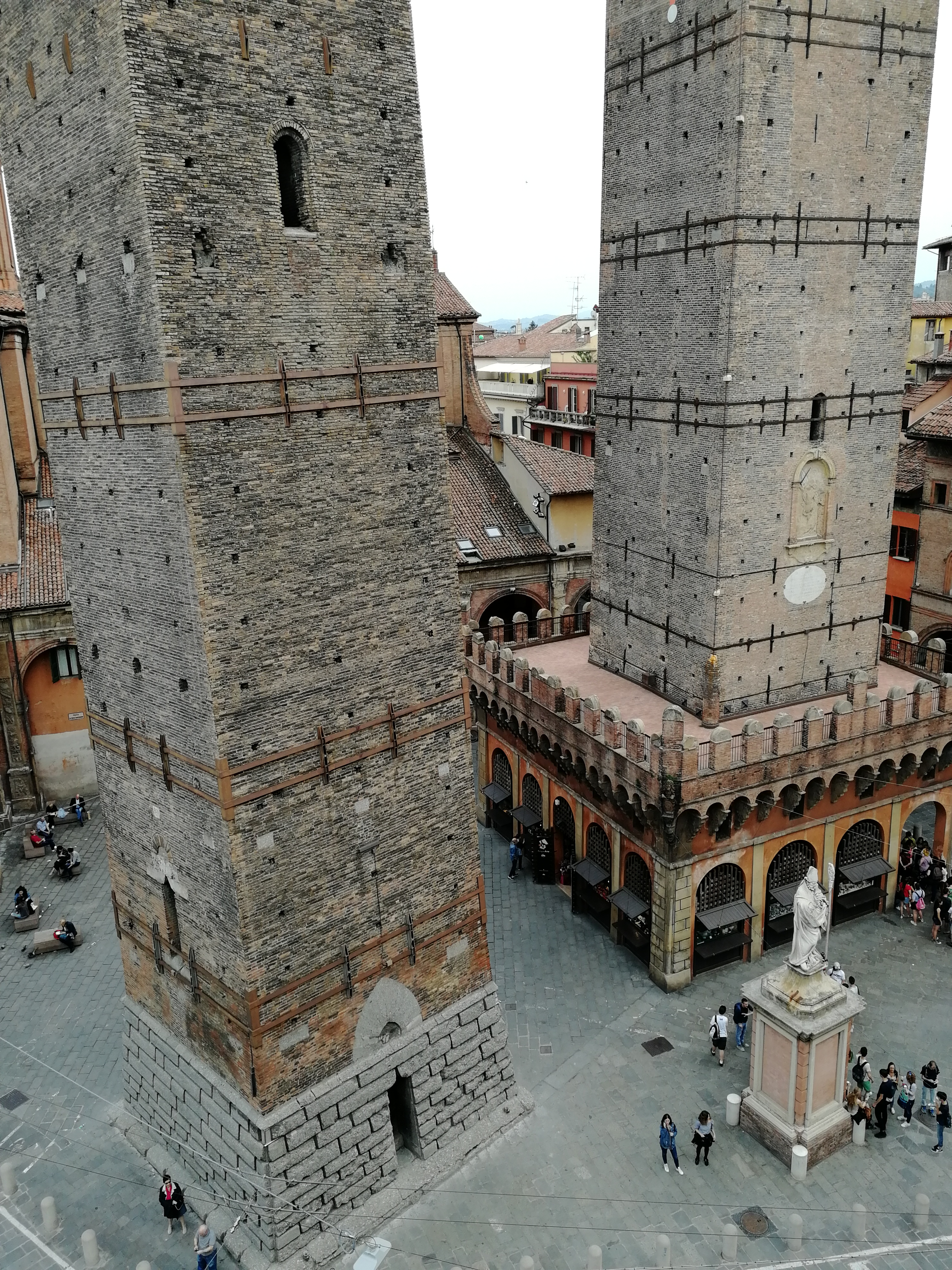
Башни Азинелли и Гаризенда, вид сверху
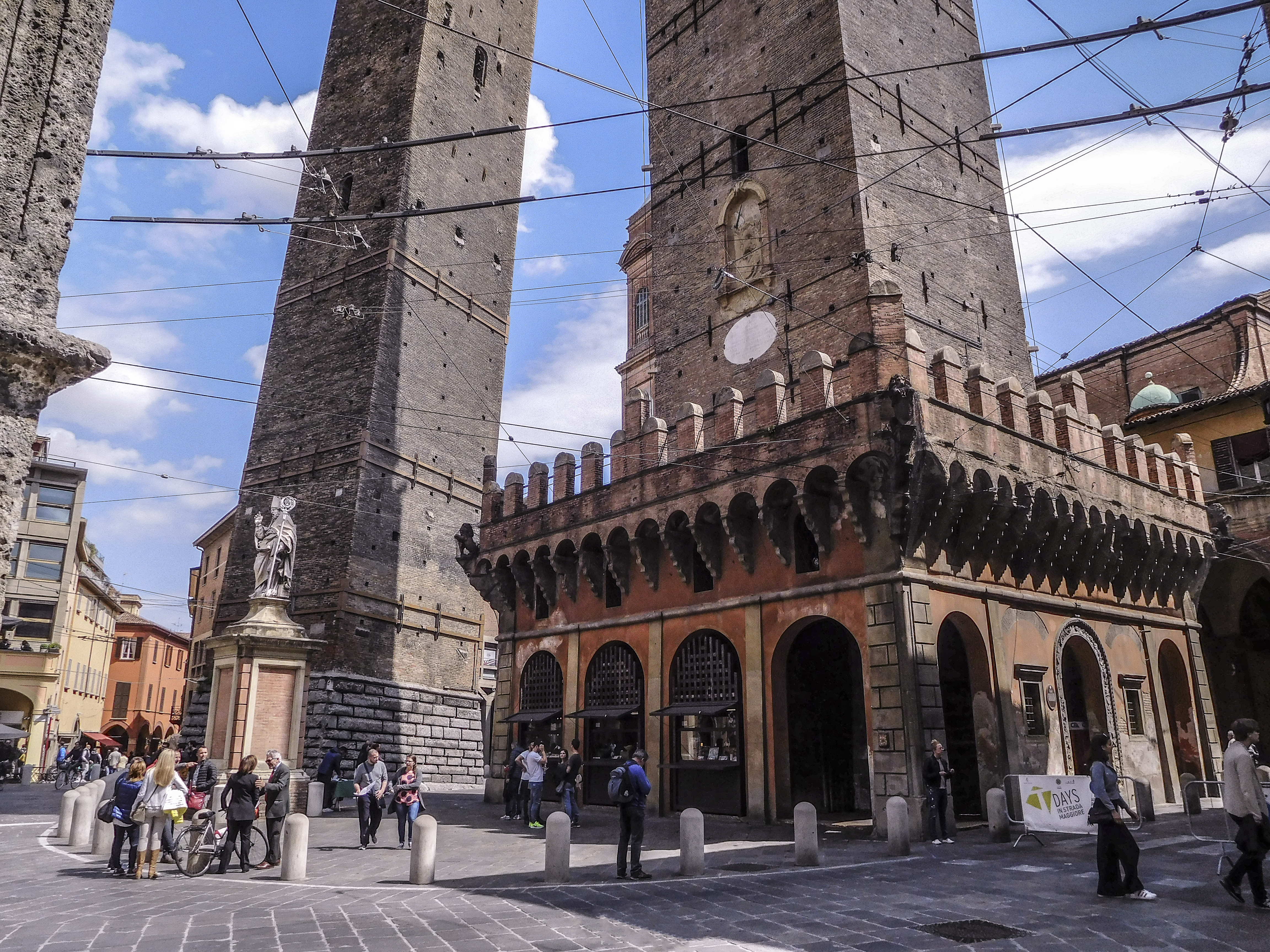
Башни Азинелли и Гаризенда, вид спереди
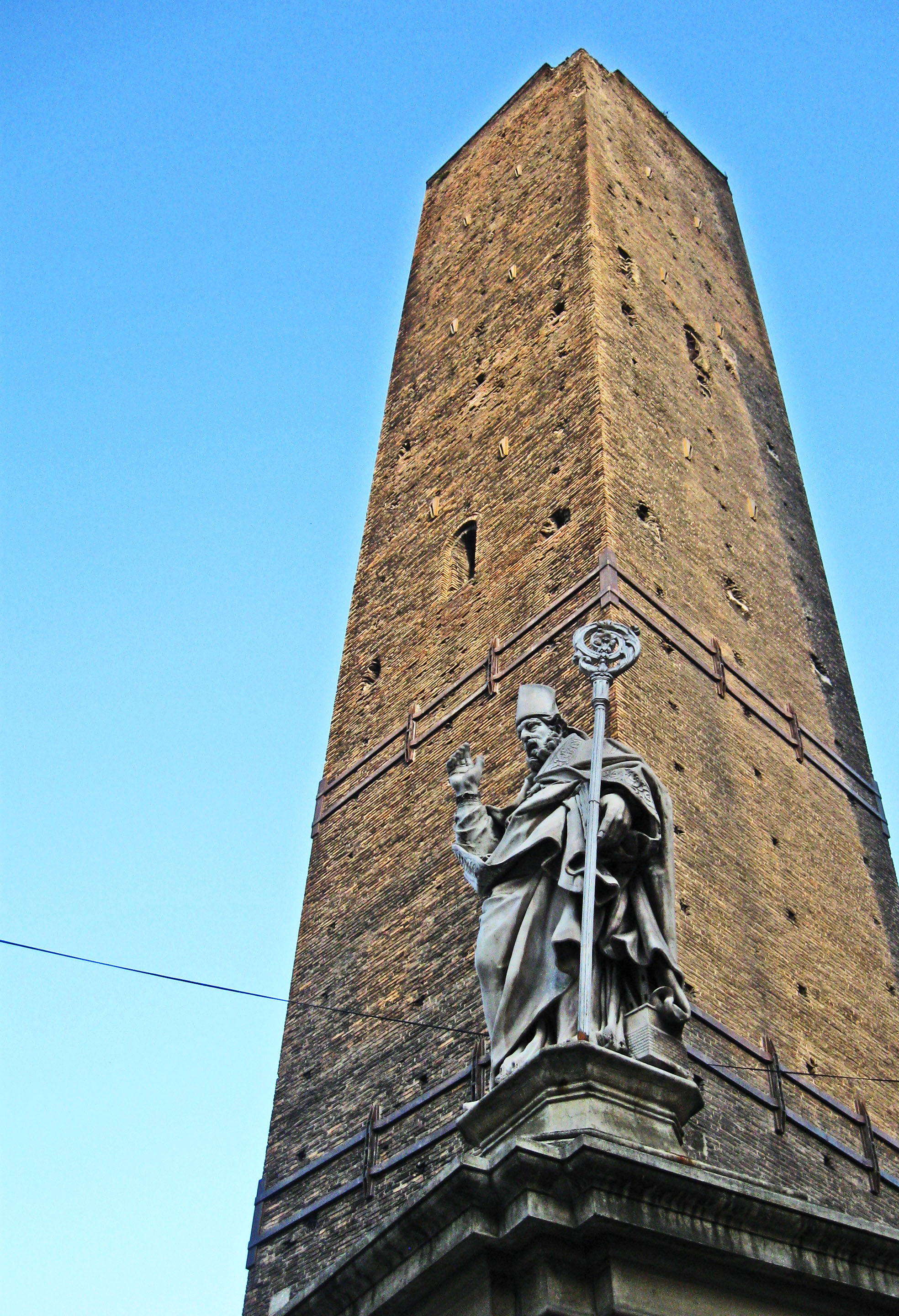
Башня Гаризенда
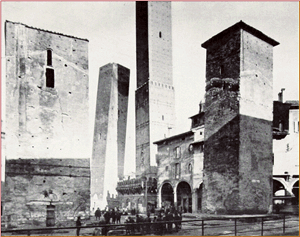
Болонские башни, начало XX века
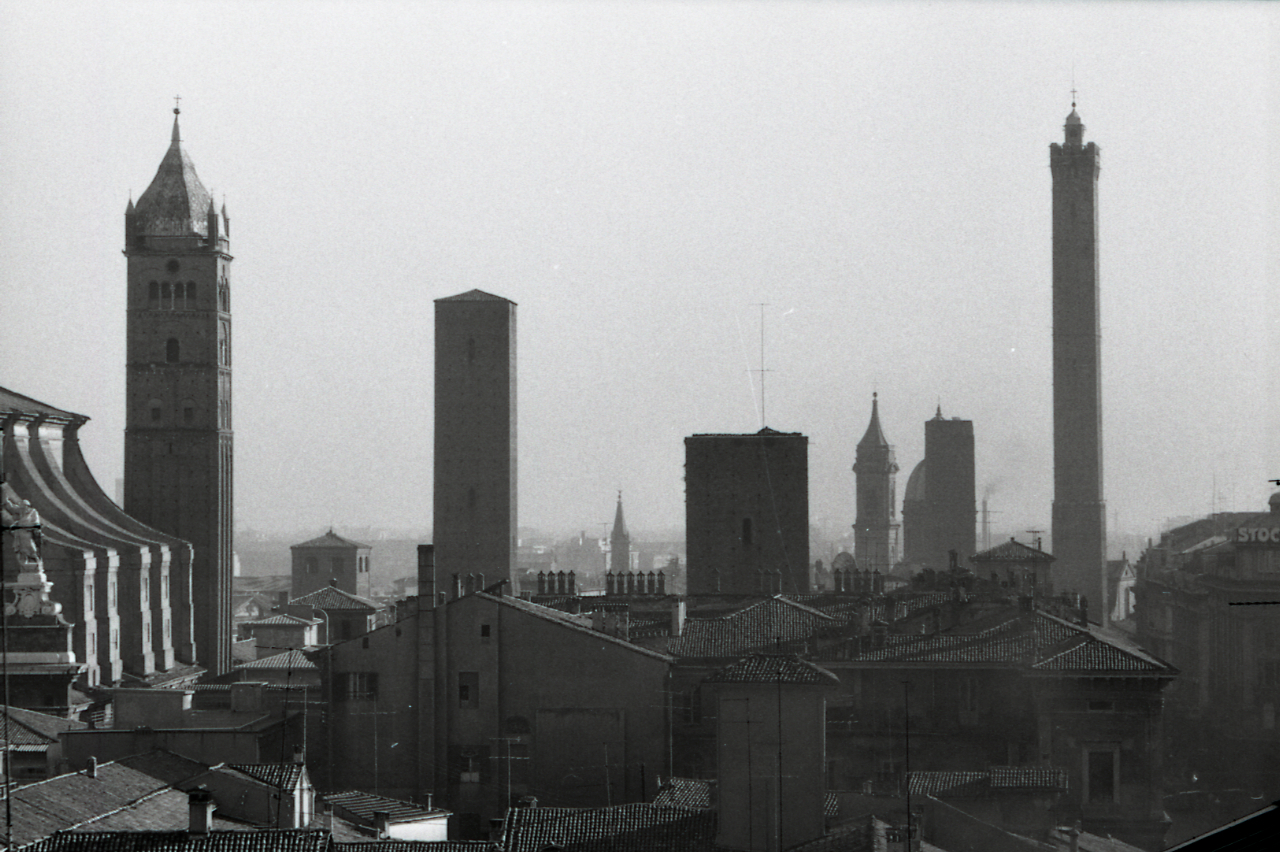
Вид на оставшиеся болонские башни, 1965 год
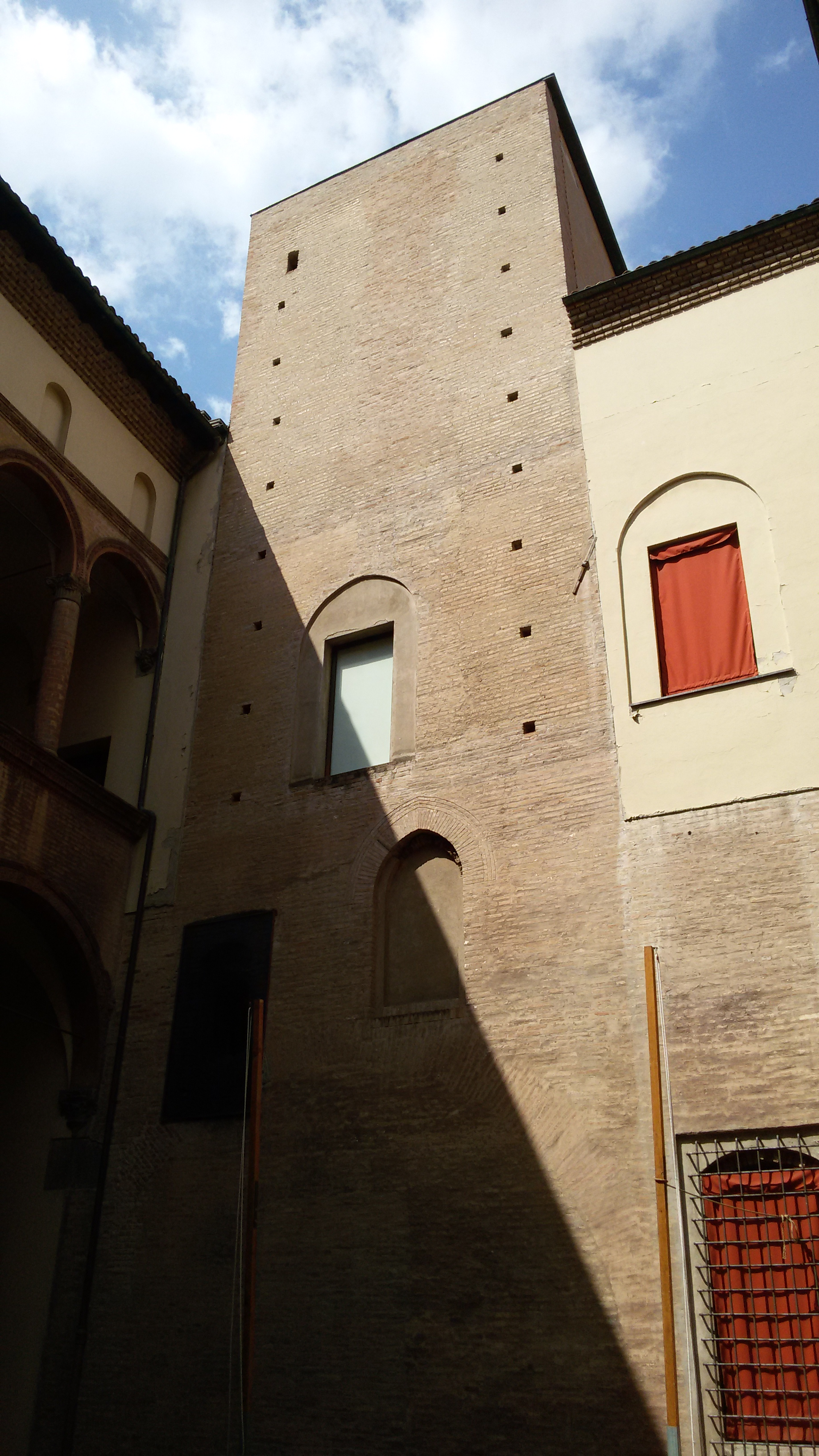
Башня Консонетти
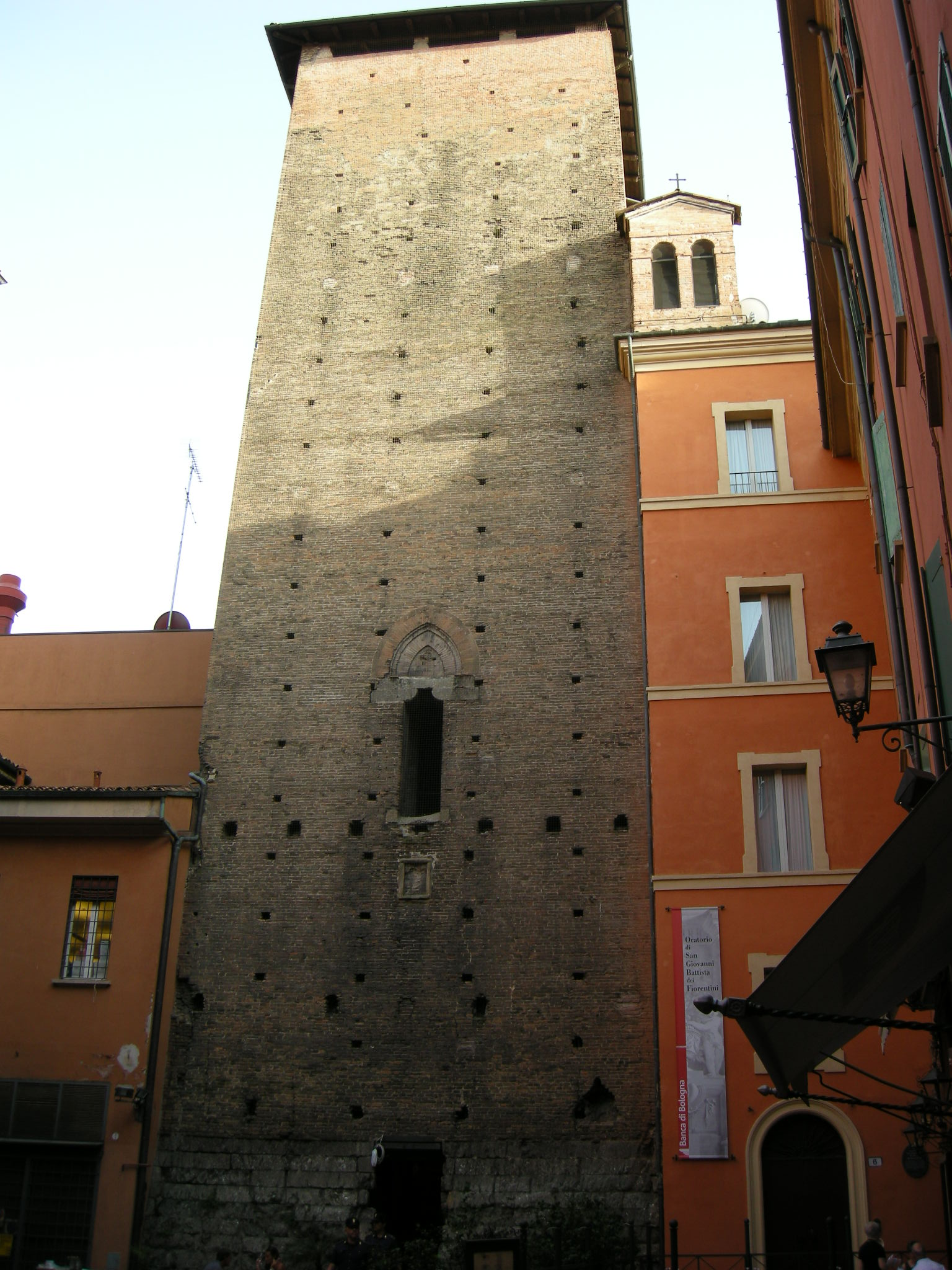
Башня Галуцци
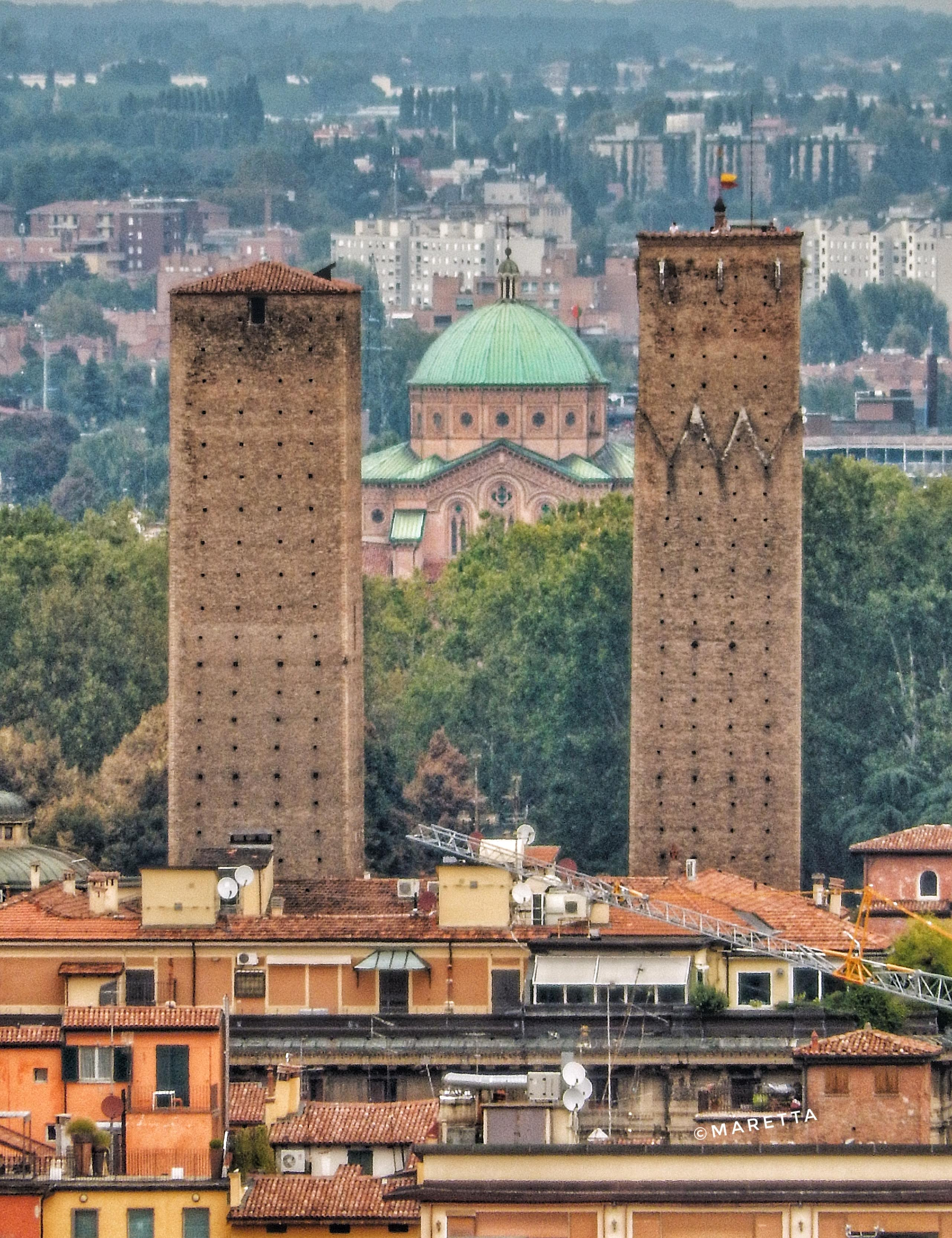
Башни Аццогуиди и Прендепарте
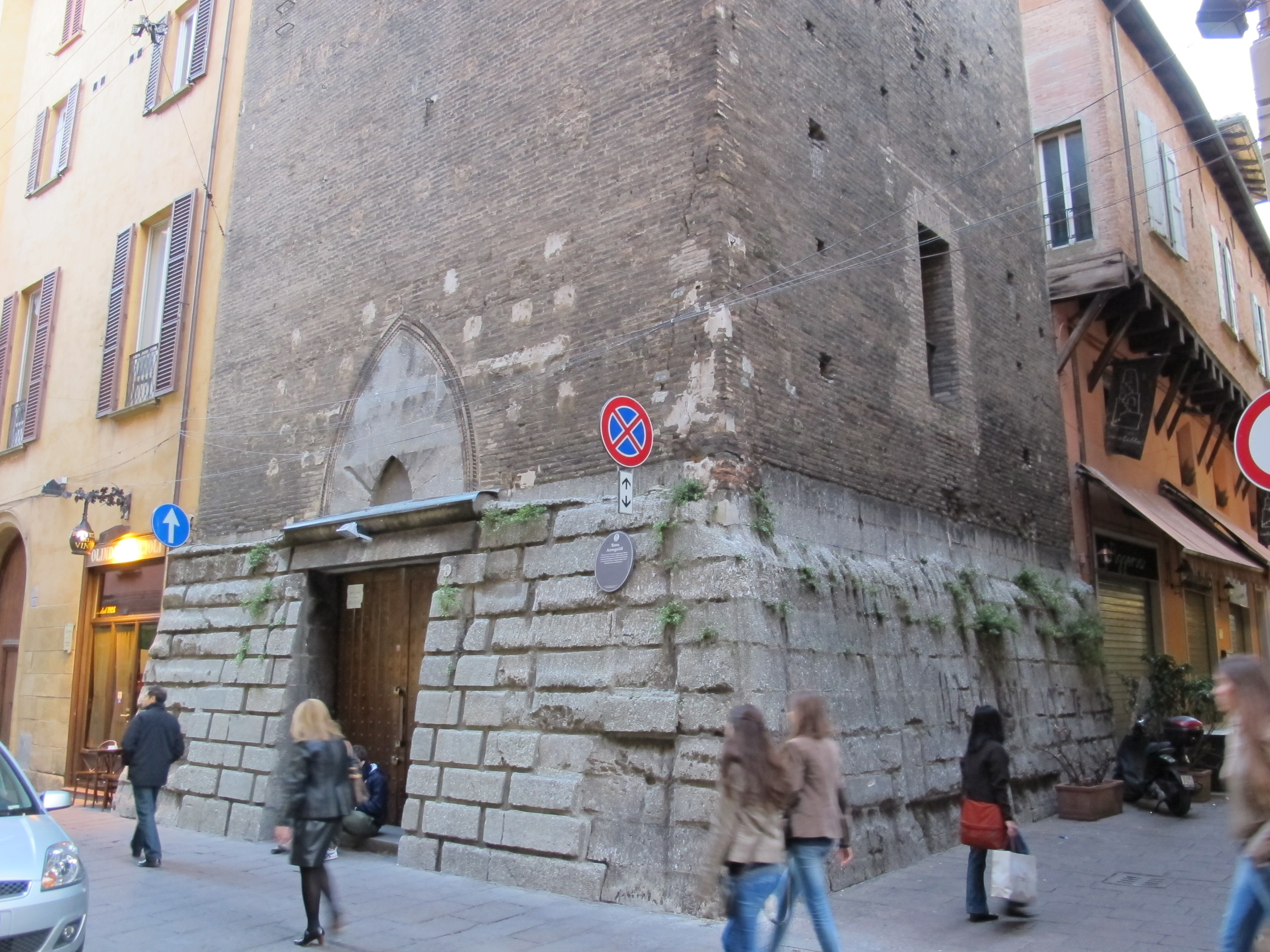
Основание башни Аццогуиди
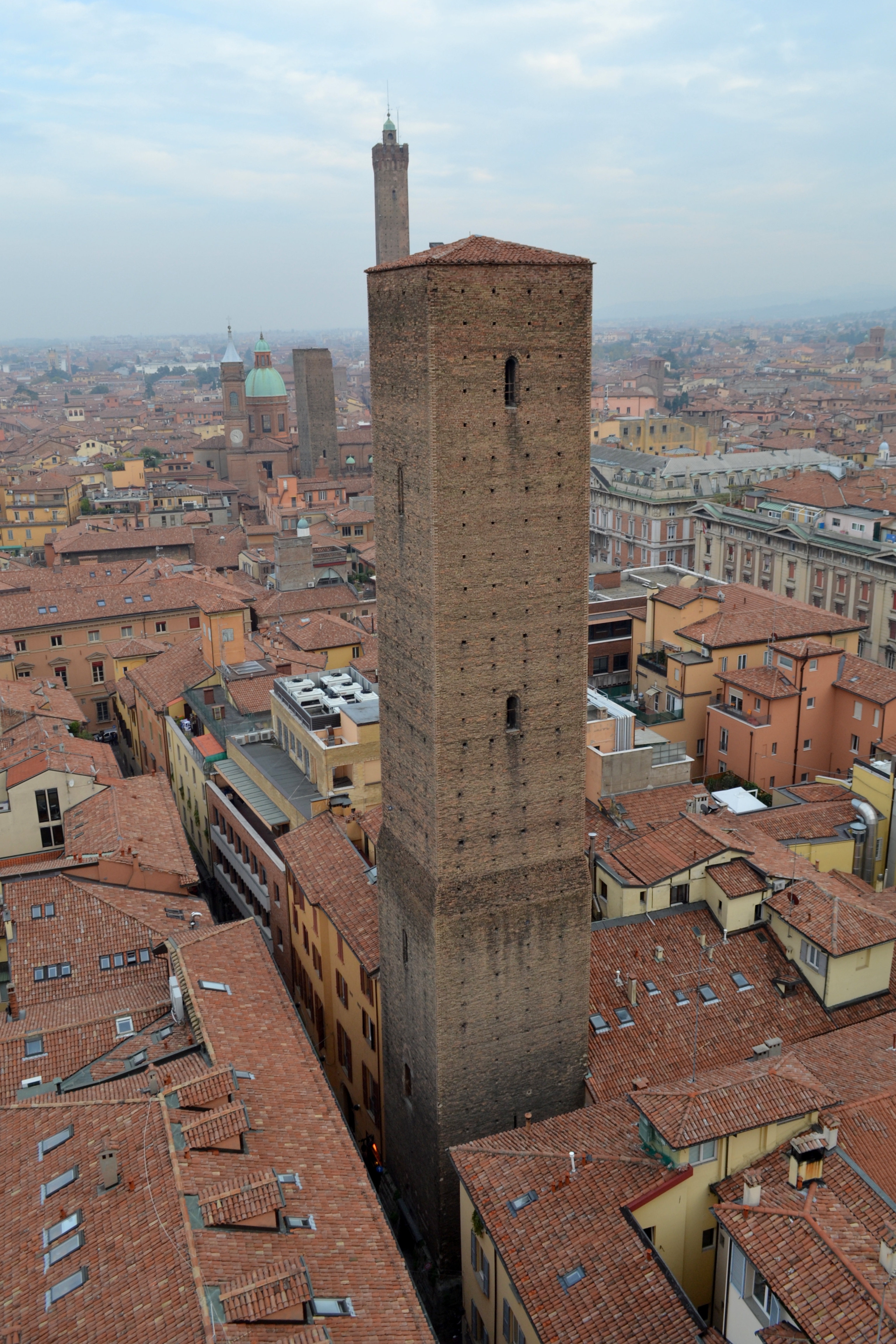
Башня Аццогуиди
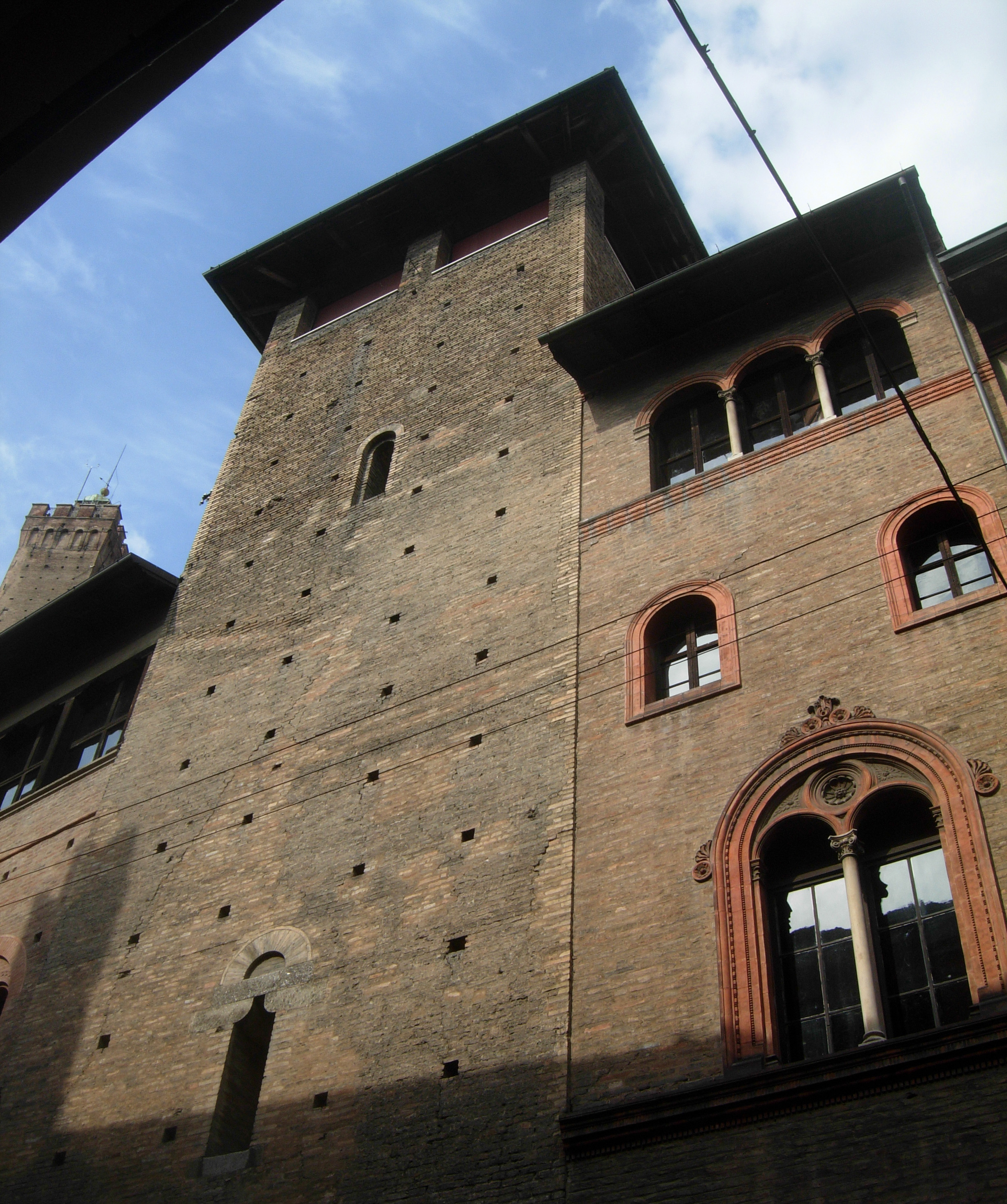
Башня Альберичи
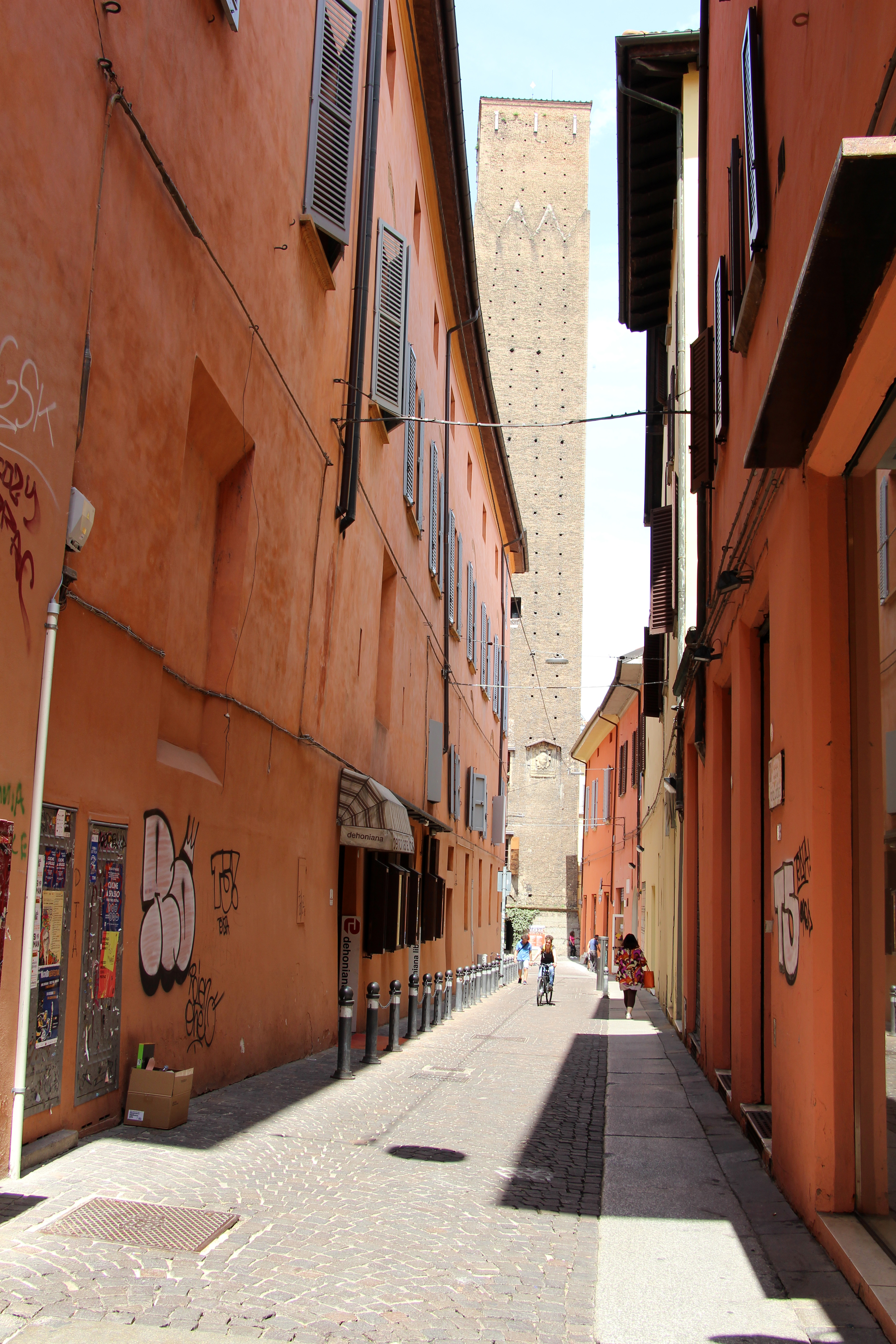
Башня Гуидоцаньи
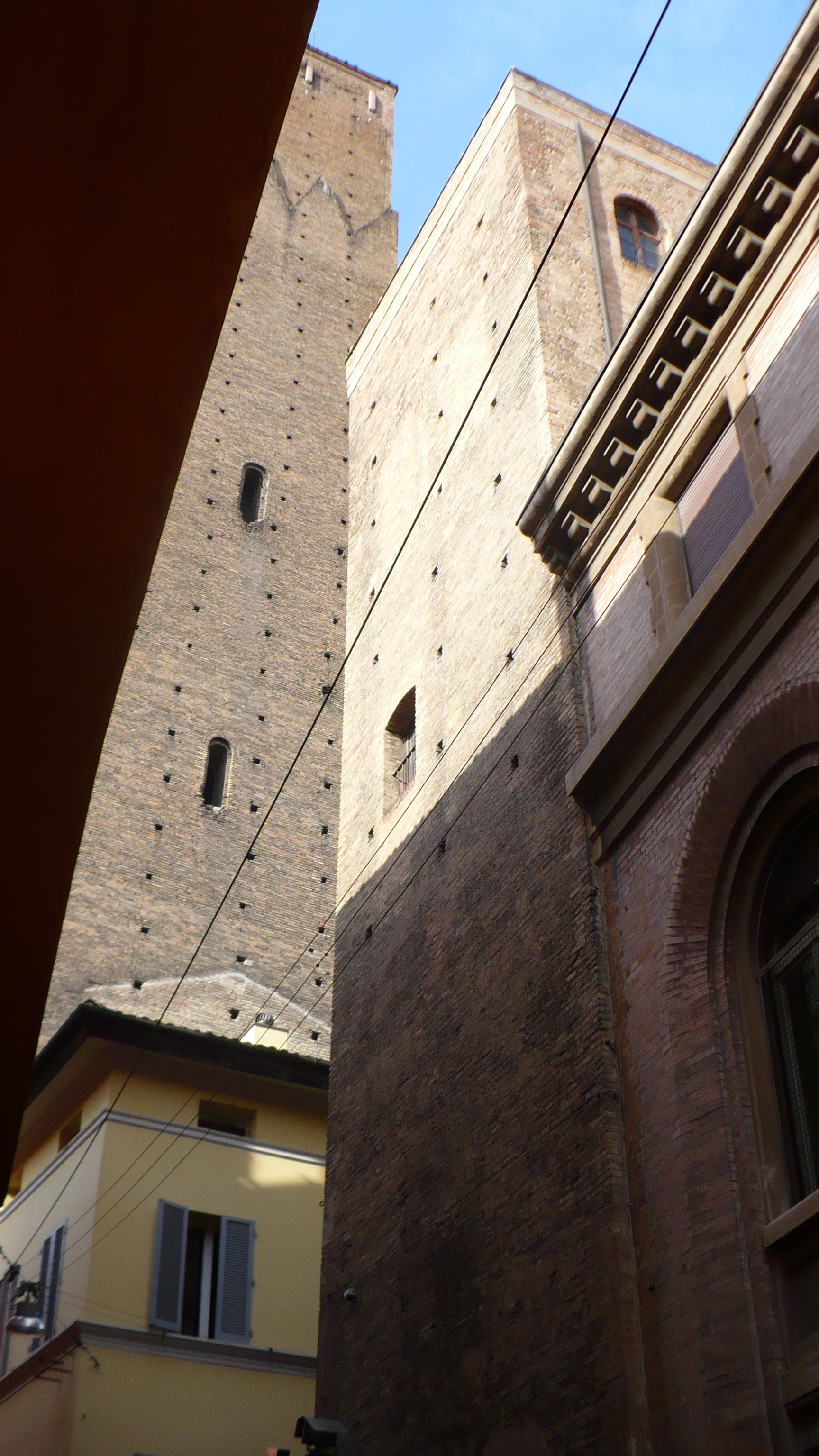
Спереди башня Гуидоцаньи, сзади — Прендепарте
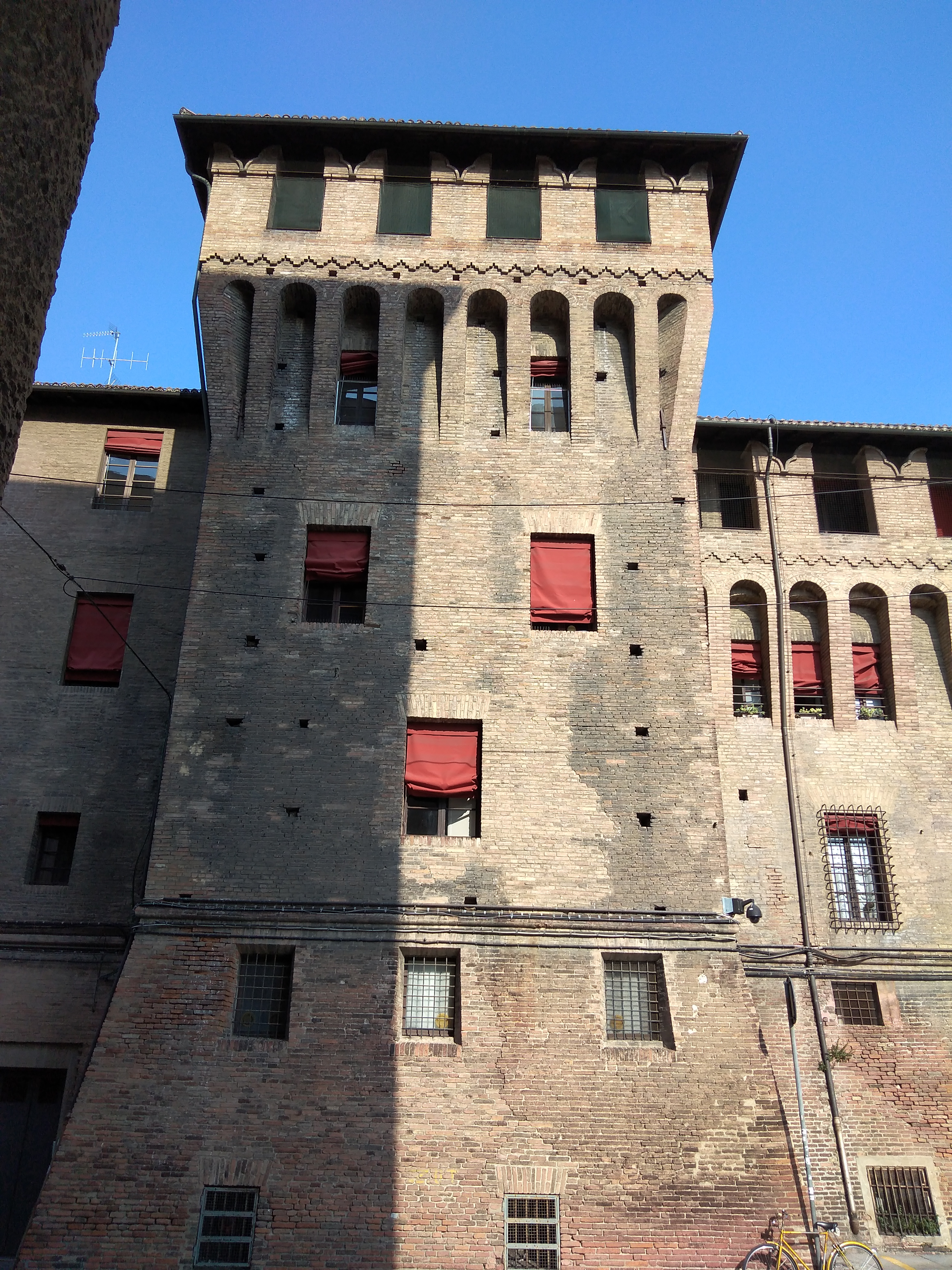
Башня Лапи
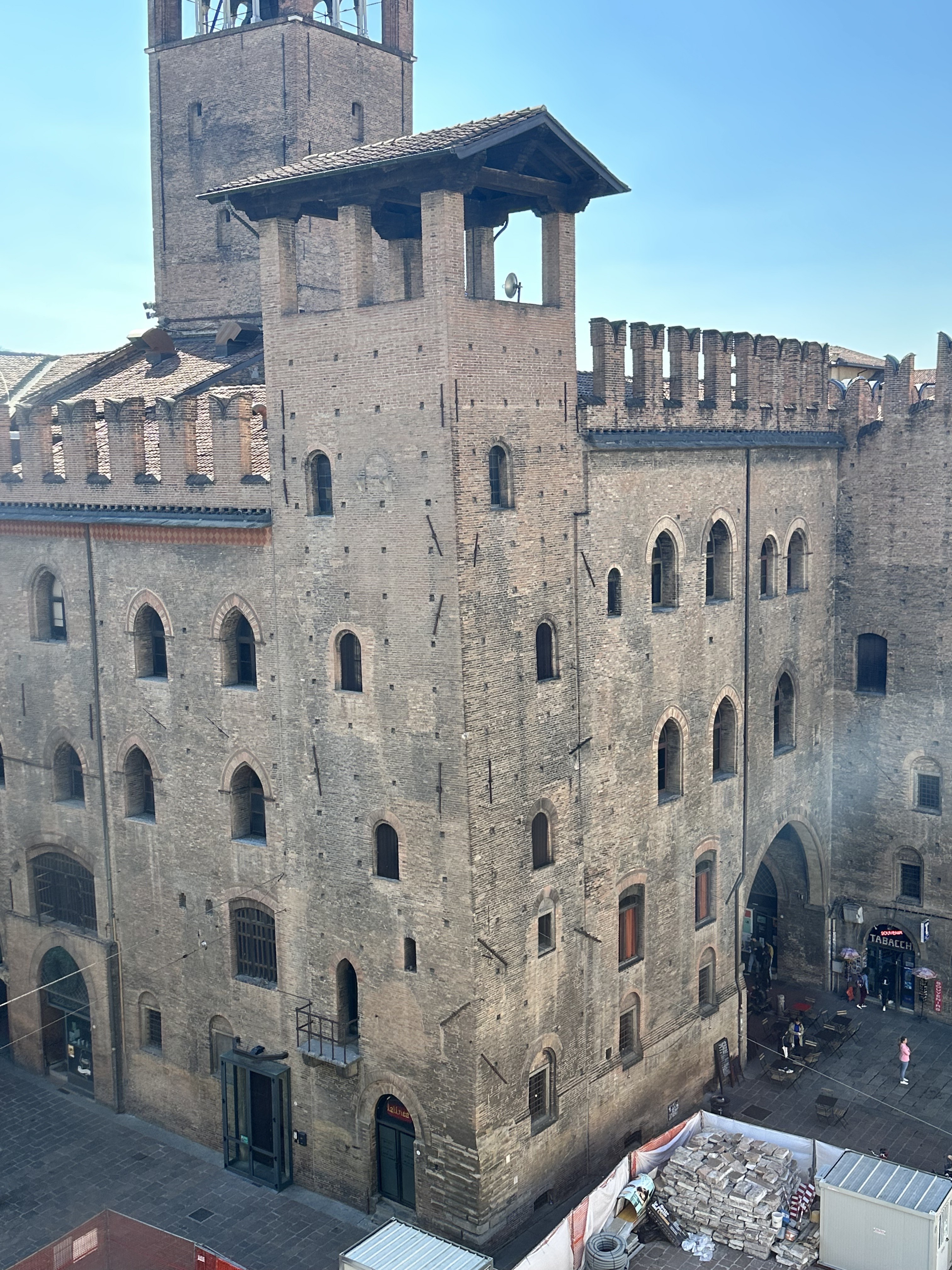
Башня Ламбертини
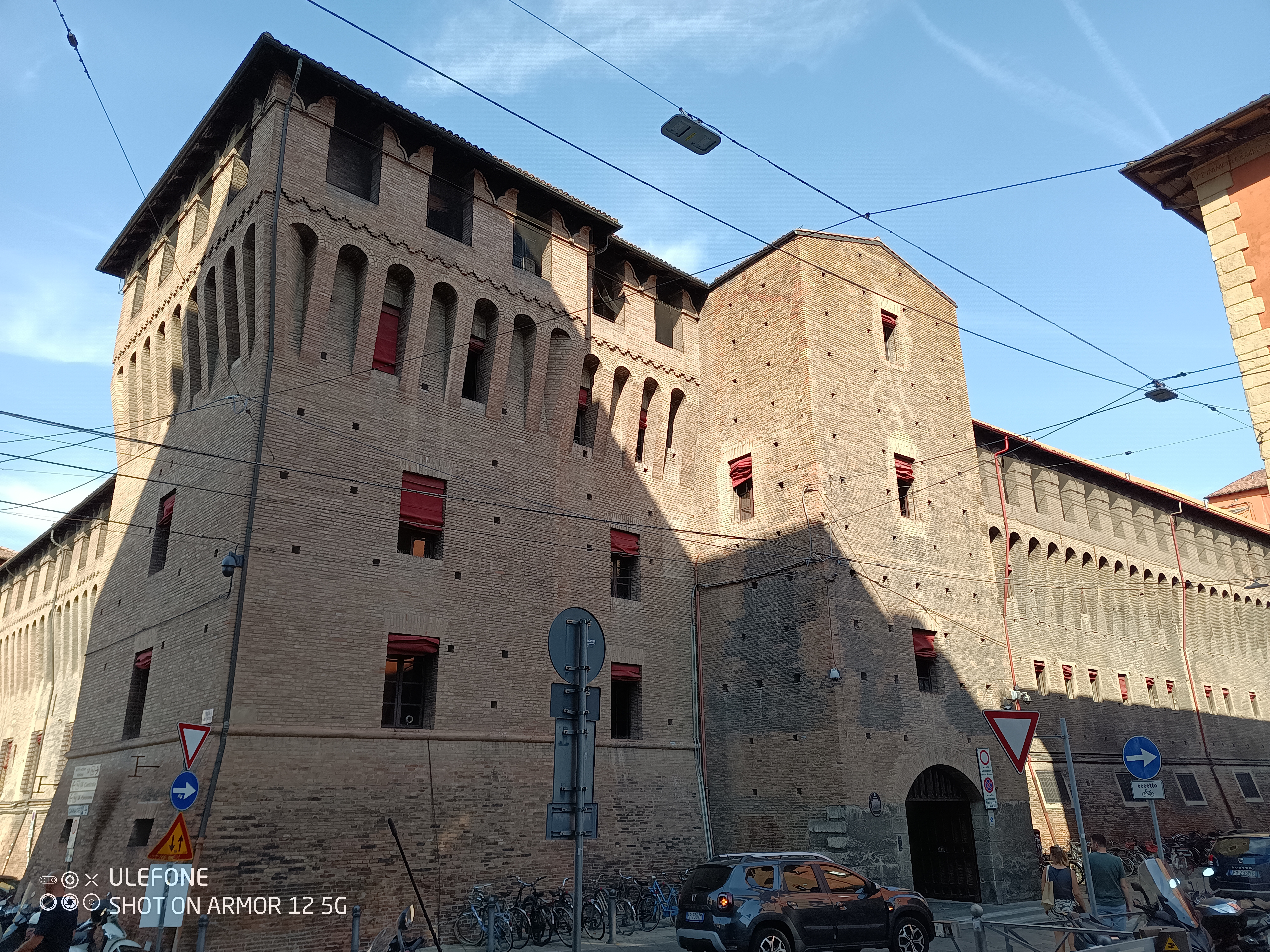
Башня Лапи
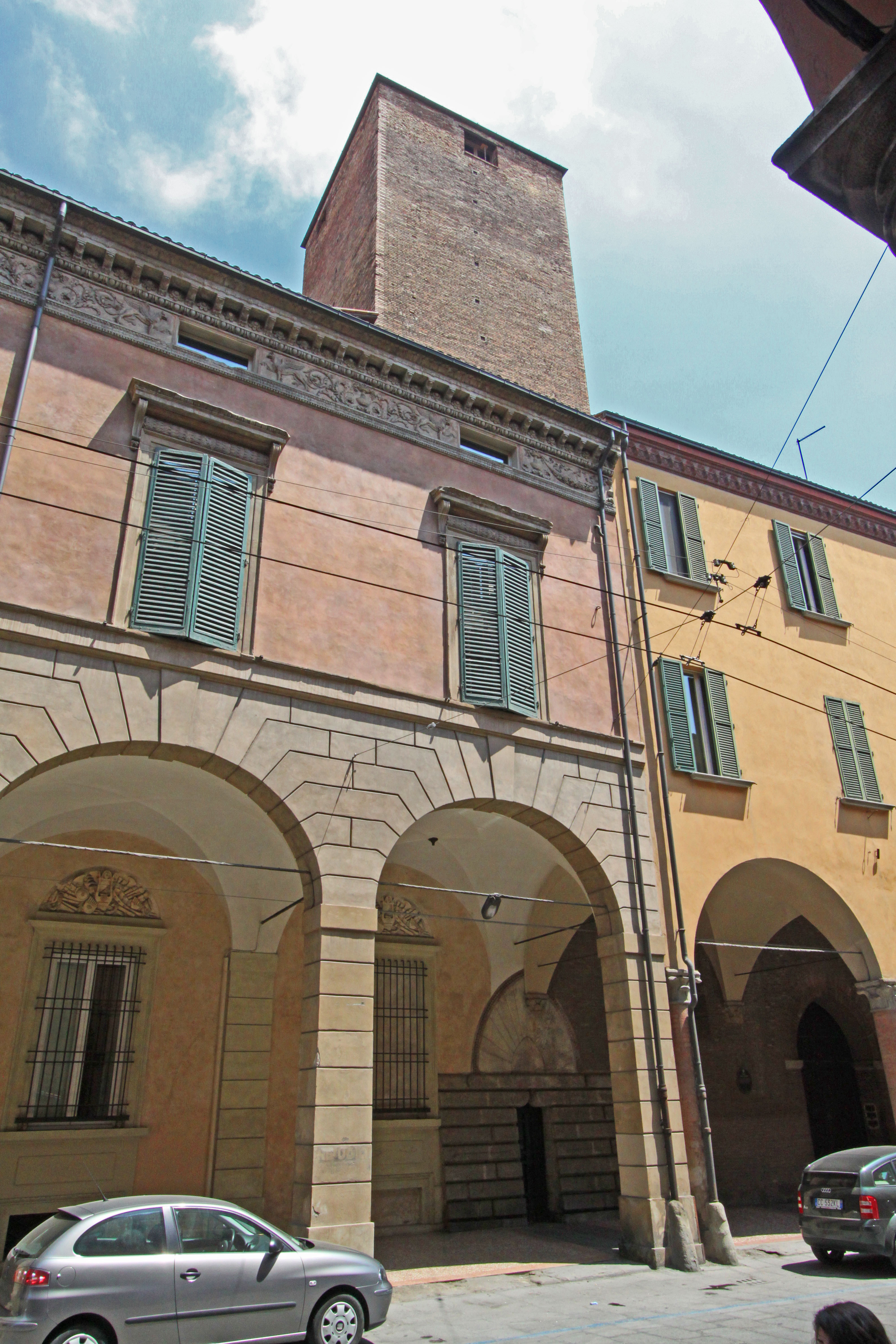
Башня Озелетти
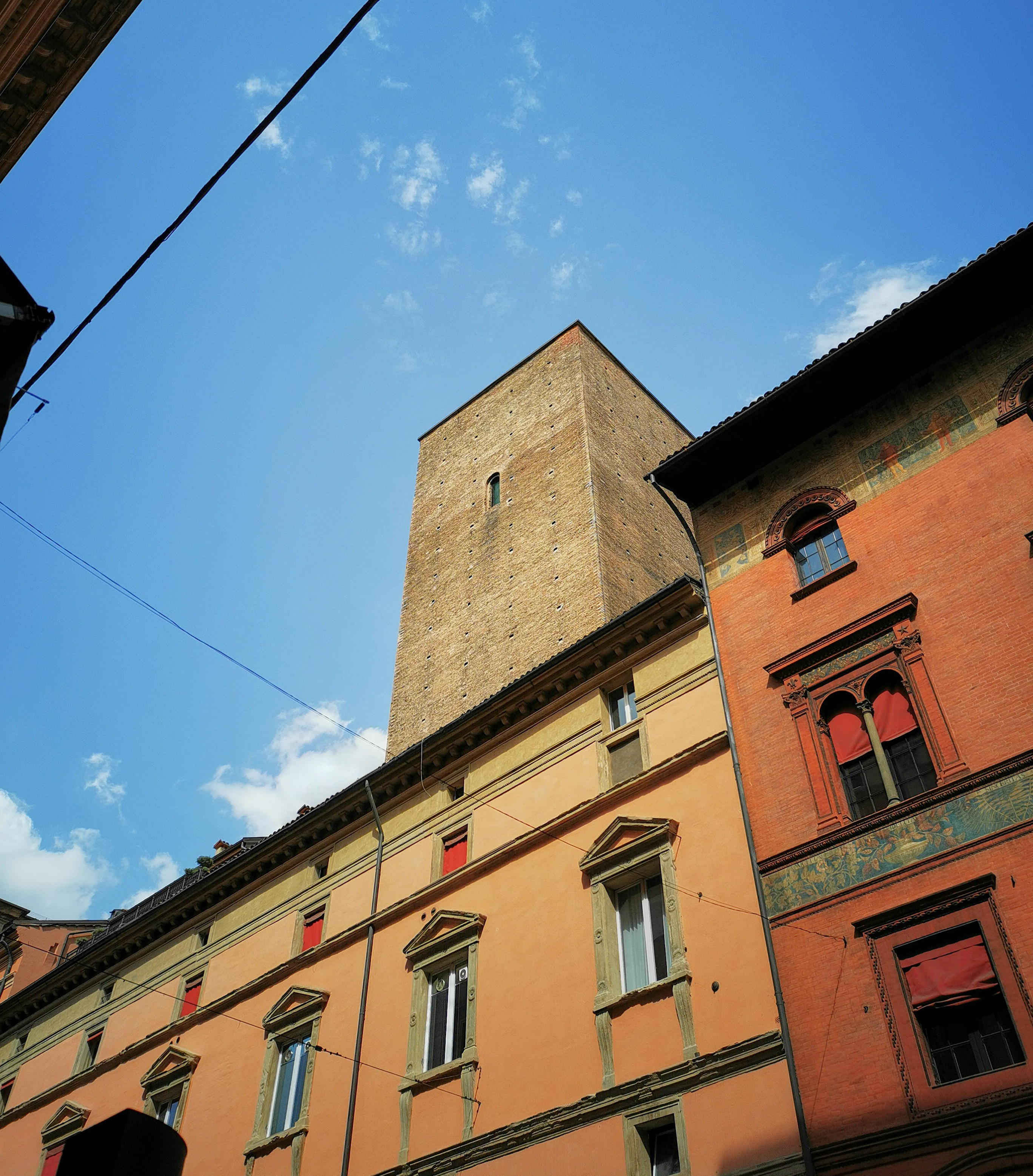
Башня Скаппи
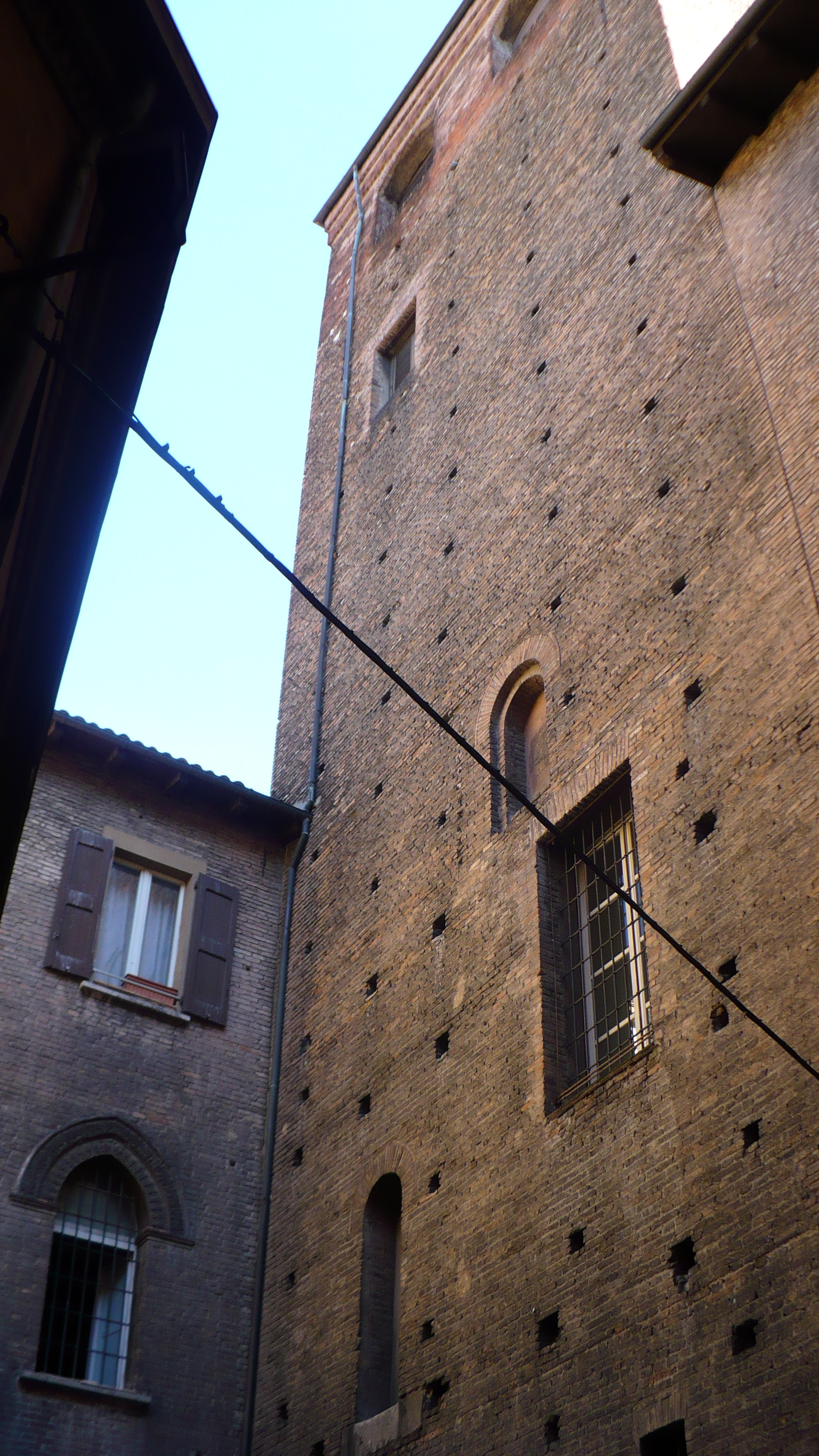
Башня Угуццони
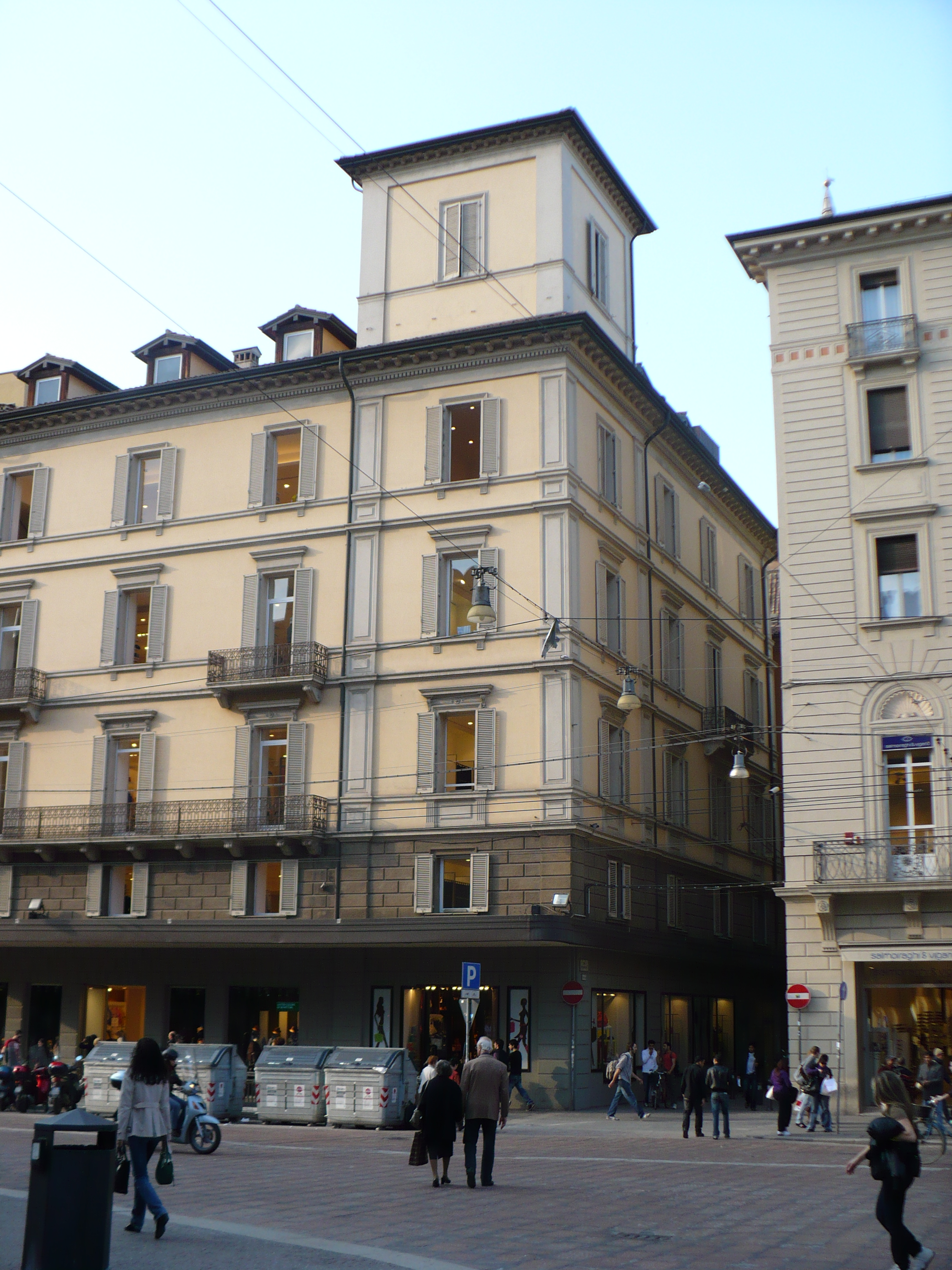
Поддвергшаяся реконструкции в 18 веке башня Рампони